# Mesosálpinx

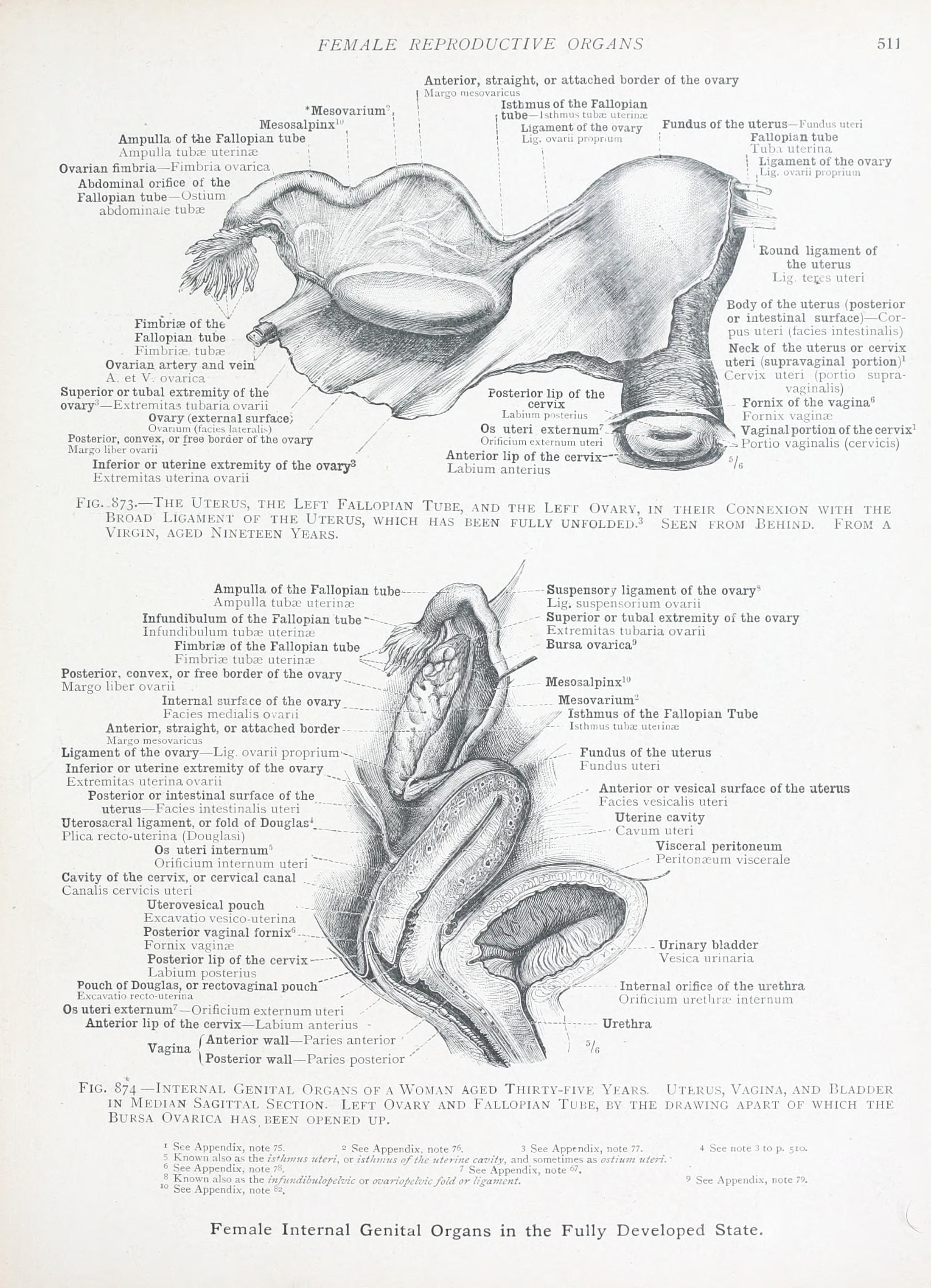
Ligamento Ancho del Útero: Mesosálpinx, Mesoovario y Ligamento Cardinal

El mesosálpinx corresponde a un meso cuya labor es fijar la tuba uterina.
Forma parte del ligamento ancho del útero. Además se relaciona con el ovario, a través del mesoovario, estructura formada de una hoja del mesosálpinx y del ligamento ancho.
A través del mesosálpinx llegan las ramas anastomóticas de los vasos ováricos y uterinos, que irrigan a la tuba uterina.
Adicionalmente, se encuentran restos embriológicos, los epoóforos, correspondientes a los conductos de Wolff o mesonéfricos.
"...formado de ventral a dorsal: a) por el mesourogenital; b) por el peritoneo que reviste los vestigios del mesonefros, y c) por el meso del mesonefros. Cuando la trompa uterina ha ocupado su lugar en la cavidad pélvica, el mesosálpinx se encuentra situado cranealmente al mesometrio y en continuidad con éste. Juntos forman el ligamento ancho del útero..."